# 赫顿·韦伯斯特
赫顿·韦伯斯特（1875年—1955年）是一位美国社会学家、经济学家和人类学家，史丹佛大學荣誉退休讲师，主要作品有《拉丁美洲史》（History of Latin America）等。